# MRNA-1283
mRNA-1283 — кандидат на вакцину проти COVID-19, розроблений компанією «Moderna». Компанія планує маркетинг нової вакцини під торговою назвою «Спайквакс». Очікується, що цю вакцину «наступного покоління» можна буде зберігати при звичайній температурі в холодильнику (2-5 °C).

## Клінічне дослідження
У грудні 2021 року компанія «Moderna» розпочала клінічні дослідження, які мають оцінити здатність вакцини спричинювати імунну відповідь, та безпечність вакцини. Станом на травень 2022 року проводиться ІІ фаза клінічних досліджень.